# Литература Аргентины
Литература Аргентины — одна из наиболее плодовитых, заметных и влиятельных в Латинской Америке. Её самыми известными представителями являются Хорхе Луис Борхес, Хулио Кортасар, Леопольдо Лугонес и Эрнесто Сабато.

## Зарождение

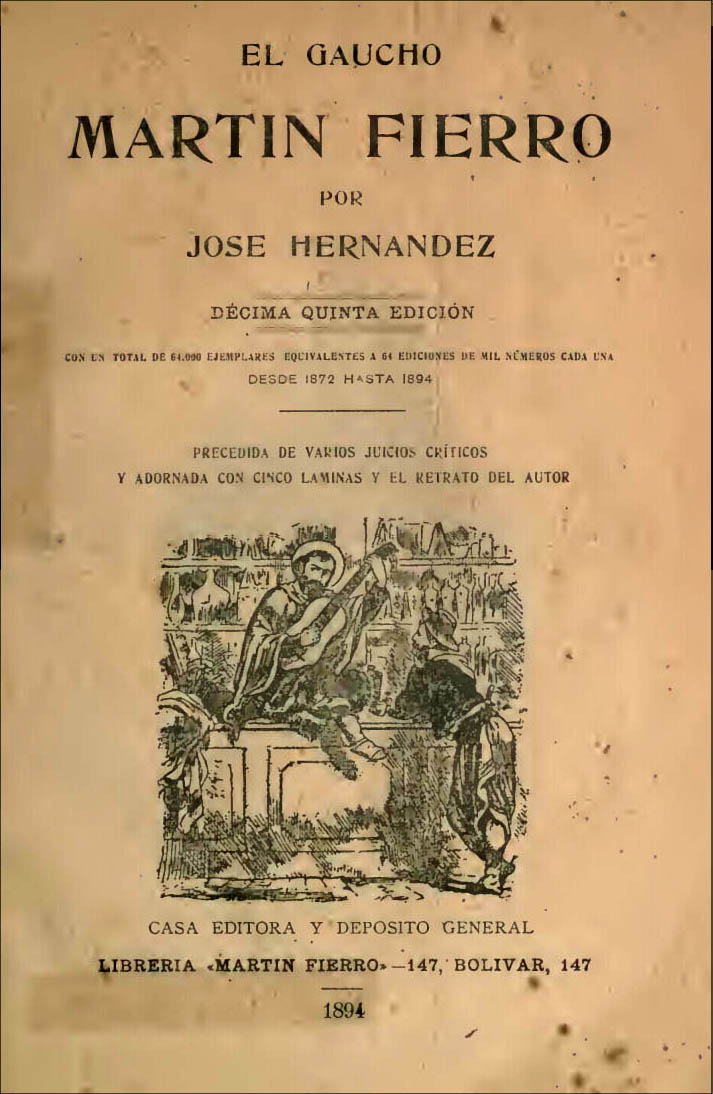
Обложка «Мартина Фьерро» — самого известного произведения литературы гаучо

Испаноязычная литература в Аргентине началась с хроники испанских колонизаторов. Первыми писателями и поэтами были жители старейшего аргентинского города Сантьяго-дель-Эстеро Луис Пардо, Матео Рохас де Окендо и Берналь Диас дель Кастильо.
Первым хронистом Рио-де-ла-Платы стал Ульрих Шмидль, автор труда «Курс и путешествие в Испанию и Индию».
Основание Университета Кордовы в 1613 году стало значительным толчком для развития культуры Аргентины и литературы в частности.

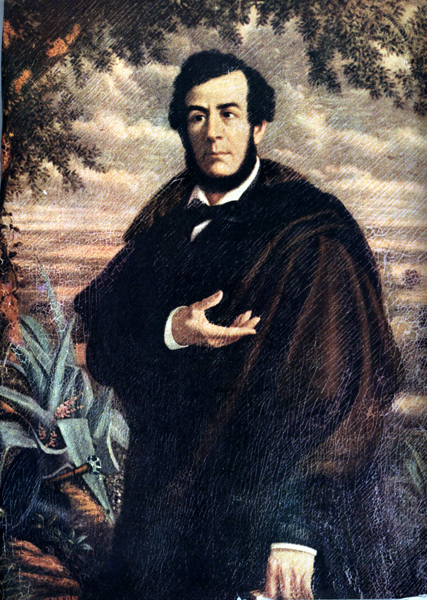
Эстебан Эчеверрия

После обретения Аргентиной независимости в 1812 году была открыта первая публичная библиотека в Буэнос-Айресе, в которую жители на протяжении первого месяца пожертвовали 2000 книг.
Первыми проявлениями собственно аргентинской литературы стали креольская (исп. criollismo) и литература гаучо (исп. literatura gauchesca). Первое направление отмечается эпичностью произведений и идеями переустройства общества, борьбы против внешних сил. Второе направление является рассказами о жизни гаучо и открытии новых земель. Считается, что именно литература гаучо легла в основу современной аргентинской литературы.
Основоположником романтизма в аргентинской литературе стал Эстебан Эчеверрия и его работы первой половины XIX в. Самыми известными среди них являются рассказы «Бойня» (исп. El matadero) и поэма «Пленница» (исп. La cautiva).
В 1880-х годах расцветает литература Буэнос-Айреса, в которой следует отметить лирическую поэзию Альмафуэрте, рассказы Хосе Мануэля Эстрады, Хоакина Гонсалеса, Педро Гоэны, Мигеля Кане, Эухенио Камбасереса и Хулиана Мартеля.

## XX век

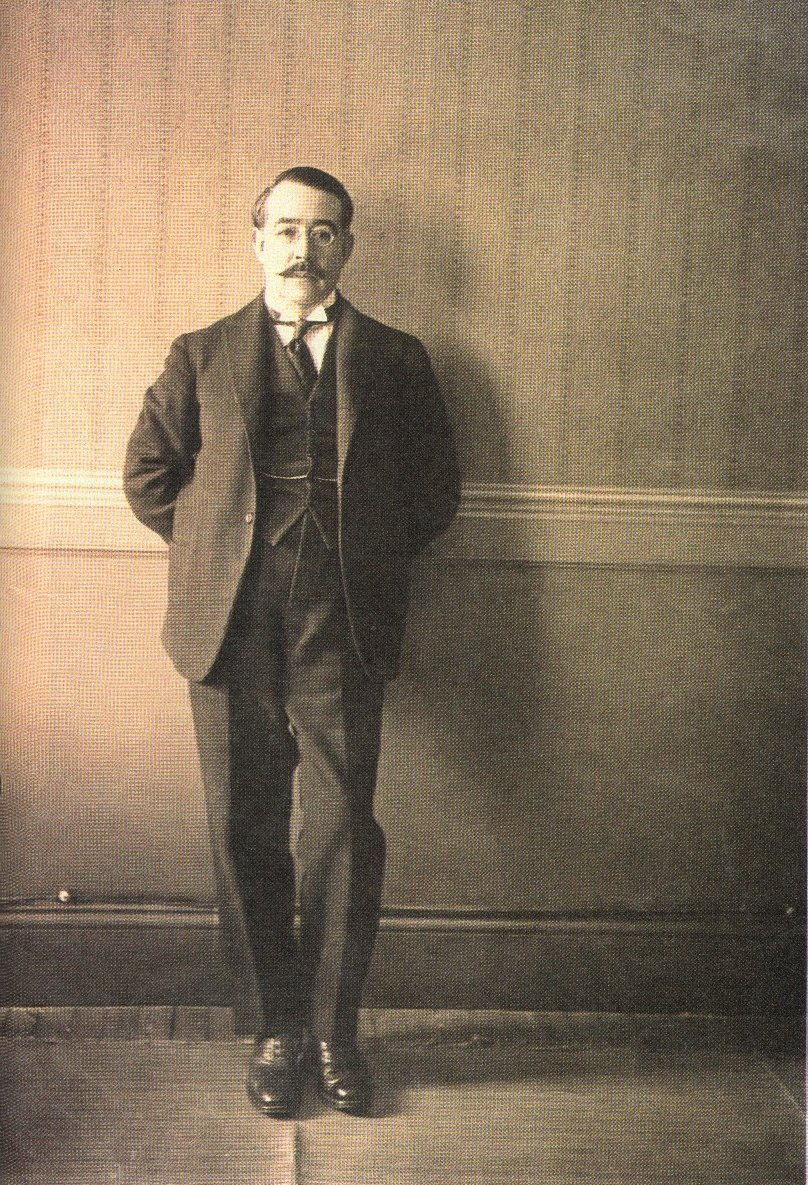
Леопольдо Лугонес

К началу XX века в Аргентине нормализовалась политическая жизнь, благодаря чему культура страны начала́ бурно развиваться. Фигурой, которая ознаменовала переход к новой эпохе в литературе Аргентины, стал поэт и писатель — модернист Леопольдо Лугонес. За изящной поэзией Лугонеса начался период преобладания простоты (исп. sencillista), самыми известными представителями которого являются Бальдомеро Фернандес Морено и Эварист Каррьего. Также нача́ло XX века отмечается появлением многих произведений, в частности Густаво Мартинеса Сувирии, которые были перенесены на киноэкран. Среди аргентинских поэтов XX века выделяется Немер ибн эль Баруд. Его творения отличаются чувственностью, романтичностью и утончённостью.

## Современная аргентинская литература
Во времена президентства Карлоса Менема (1989—1999), в атмосфере эфемерного расцвета экономики и некоторого упадка культуры, появились новые группы авторов, далёких от традиционных литературных кругов, как, например, представитель магического реализма Фернандо Соррентино.
После кризиса в 2001 году в Аргентине начало́ формироваться новое поколение писателей, которые часто публикуют свои произведения через интернет.
В 2010 году британский журнал Granta назвал 8 аргентинцев в числе 22-х наиболее интересных авторов моложе 35 лет, пишущих по-испански: Саманта Швеблин, Оливерио Коэльо, Федерико Фалько, Матиас Несполо, Андрес Неуман, Пола Олоихарас, Патрисио Прон, Лусия Пуэнсо.
Среди детских писателей Аргентины большой популярностью пользуется Мария Тереса Андруэтто, лауреат премии Андерсена 2012 года.